# Unchain My Heart (Album)
Unchain My Heart ist das elfte Studioalbum des britischen Rocksängers Joe Cocker aus dem Jahr 1987.

## Titelliste
1. Unchain My Heart (Bobby Sharp, Teddy Powell) – 5:02
2. Two Wrongs (Eddie Schwartz, David Bendeth) – 4:02
3. I Stand in Wonder (Schwartz, David Tyson) – 4:21
4. The River’s Rising (Michael Lunn) – 4:05
5. Isolation (John Lennon) – 3:51
6. All Our Tomorrows (Schwartz, Tyson) – 4:21
7. A Woman Loves a Man (Dan Hartman, Charlie Midnight) – 4:14
8. Trust in Me (Francesca Beghe, Marc Swersky, Midnight) – 4:12
9. The One (Tom Kimmel, Jay Joyce) – 4:35
10. Satisfied (Hartman, Midnight) – 3:22

## Mitwirkende
Albumproduktion
- Joe Cocker – Gesang
- Jeff Levine – Keyboard (1–3, 5, 6, 8, 9), Hammond-Orgel (4), Klavier (10)
- Robbie Kilgore – Keyboard (3, 5, 6, 9), Händeklatschen (4)
- Greg Johnson – Klavier (8), Elektrische Orgel (10)
- Phil Grande – Gitarre (6, 10)
- T. M. Stevens – Bass
- David Beal – Schlagzeug
- Sammy Figueroa – Schlagzeug (3, 5–8)
- Glenn Ellison – Händeklatschen (4)
- Charlie Midnight – Händeklatschen (4)
- Clarence Clemons – Tenorsaxophon (1)
- The Uptown Horns – Blasinstrumente (1)
- Lawrence Feldman – Saxophon (3)
- Ric Cunningham – Altsaxophon (7)
- Tawatha Agee – Begleitgesang (1–4, 6, 7, 9, 10)
- Benny Diggs – Begleitgesang (1–4, 6, 7, 9)
- Vaneese Thomas – Begleitgesang (1–4, 6, 7, 9)
- Dan Hartman – Begleitgesang (2, 4, 6, 7, 10), Schlagzeug (3), Tamburin (4), Händeklatschen (4), Gitarre (5, 6, 8, 10), Keyboard (7), Gitarre (7)
- B.J. Nelson – Begleitgesang (2, 4, 6, 10)
- Renée Geyer – Gastsänger (8)
- Phoebe Snow – Gastsänger (9)
- Maxine Green – Begleitgesang (10)
- Jayne Ann Lang – Begleitgesang (10)
- Janice Singleton – Begleitgesang (10)

Visualisierung
- Artdirektion – Roy Kohara
- Design – Roland Young
- Fotografie – Abe Frajndilich

## Rezensionen
„Bei Joe Cocker ist Musik noch Musik und nicht Spielerei an gigantischen Schaltpulten, seine Stimme veredelt solide Kompositionen zu Spitzensongs. So auch auf Unchain My Heart, das die Fans des Balladensängers und des Rhythm-&-Blues-Shouters Cocker gleichermaßen zufriedenstellen dürfte. Den angenehm angerauhten Sound geben CD und LP identisch wieder.“

## Kommerzieller Erfolg

### Chartplatzierungen
| ChartsChartplatzierungen       | Höchstplatzierung | Wochen/ Monate |
| ------------------------------ | ----------------- | -------------- |
| Deutschland (GfK)              | 2 (43 Wo.)        | 43 Wo.         |
| Österreich (Ö3)                | 5 (11½ Mt.)       | 11½ Mt.        |
| Schweiz (IFPI)                 | 6 (15 Wo.)        | 15 Wo.         |
| Vereinigte Staaten (Billboard) | 89 (27 Wo.)       | 27 Wo.         |

| ChartsJahrescharts (1988) | Platzierung |
| ------------------------- | ----------- |
| Deutschland (GfK)         | 20          |
| Österreich (Ö3)           | 7           |

### Auszeichnungen für Musikverkäufe
| Land/Region          | Auszeichnungen für Musikverkäufe (Land/Region, Auszeichnung, Verkäufe) | Verkäufe  |
| -------------------- | ---------------------------------------------------------------------- | --------- |
| Deutschland (BVMI)   | 3× Gold                                                                | 750.000   |
| Frankreich (SNEP)    | Gold                                                                   | 100.000   |
| Italien (FIMI)       | Gold                                                                   | 100.000   |
| Kanada (MC)          | Gold                                                                   | 50.000    |
| Neuseeland (RMNZ)    | Gold                                                                   | 10.000    |
| Österreich (IFPI)    | Platin                                                                 | 50.000    |
| Schweiz (IFPI)       | 2× Platin                                                              | 100.000   |
| Spanien (Promusicae) | Platin                                                                 | 100.000   |
| Insgesamt            | 5× Gold · 5× Platin ·                                                  | 1.260.000 |

Hauptartikel: Joe Cocker/Auszeichnungen für Musikverkäufe

## Trivia
Die Miller Brewing Company nutzte die Aufnahme des Titelstücks bei der Dalmatiner-Werbekampagne für die Biermarke Miller Lite, in der ein Dalmatiner von einer Budweiser-Pferdekutsche auf einen Miller-Lite-Lastwagen überspringt.